# 댈러스 (1978년 드라마)
《댈러스》(영어: Dallas)는 1978년 4월 2일부터 1991년 5월 3일까지 CBS에서 방영된 미국의 황금시간대 연속극이다.
클리프행어 연출이 특징이며, 대표적인 예는 "Who shot J.R.?"→누가 J.R.을 쏘았나?로 지칭되는 이야기 전개 부분이다. "Who shot J.R.?"은 TV 가이드에서 꼽은 역대 최고의 텔레비전 쇼 에피소드 100편 중 69위에 올랐으며, 다른 텔레비전 시리즈와 여타 매체에서 수차례 오마주 혹은 패러디되었다.
2012년부터 2014년까지 새로운 시리즈가 동명으로 방송되었다.
- 대한민국에서는 1980년 1월에 TBC에서 달라스라는 제명으로 방영되었다.[3]
- 1980년 11월 TBC 동양방송 마지막 방영 종료 받았다.
- 1981년 1월 MBC 문화방송에서 잠시 방영 이동 받고 바뀌고 1982년 7월까지 마지막 방영 종료 받았다.
- 1982년 9월 KBS2 한국방송에서 이동 받고 바뀌고 맡이게 되었고 1983년 7월까지 종료 받았다.